# Peru na letních olympijských hrách
Peru na letních olympijských hrách startuje od roku 1900. Toto je přehled účastí, medailového zisku a vlajkonošů na dané sportovní události.

## Účast na Letních olympijských hrách
| Dějiště LOH            | LOH      | Vlajkonoš                    | Zlatá medaile | Stříbrná medaile | Bronzová medaile | Celkem |
| ---------------------- | -------- | ---------------------------- | ------------- | ---------------- | ---------------- | ------ |
| 1900 Paříž             | LOH 1900 | nebyl                        |               |                  |                  | 0      |
| 1904 St. Louis         | 1904     |                              |               |                  |                  | Ne     |
| 1908 Londýn            | 1908     |                              |               |                  |                  | Ne     |
| 1912 Stockholm         | 1912     |                              |               |                  |                  | Ne     |
| 1920 Antverpy          | 1920     |                              |               |                  |                  | Ne     |
| 1924 Paříž             | 1924     |                              |               |                  |                  | Ne     |
| 1928 Amsterdam         | 1928     |                              |               |                  |                  | Ne     |
| 1932 Los Angeles       | LOH 1932 | nebyl                        |               |                  |                  | 0      |
| 1936 Německo           | LOH 1936 | Victor Flores                |               |                  |                  | 0      |
| 1948 Londýn            | LOH 1948 | nebyl                        | 1             |                  |                  | 1      |
| 1952 Helsinky          | 1952     |                              |               |                  |                  | Ne     |
| 1956 Melbourne         | LOH 1956 | nebyl                        |               |                  |                  | 0      |
| 1960 Řím               | LOH 1960 | nebyl                        |               |                  |                  | 0      |
| 1964 Tokio             | LOH 1964 | nebyl                        |               |                  |                  | 0      |
| 1968 Ciudad de México  | LOH 1968 | nebyl                        |               |                  |                  | 0      |
| 1972 Mnichov           | LOH 1972 | Enrique Barza                |               |                  |                  | 0      |
| 1976 Montréal          | LOH 1976 | nebyl                        |               |                  |                  | 0      |
| 1980 Moskva            | LOH 1980 | nebyl                        |               |                  |                  | 0      |
| 1984 Los Angeles       | LOH 1984 | Edwin Vásquez                |               | 1                |                  | 1      |
| 1988 Soul              | LOH 1988 | Rodrigo Ranguna              |               | 1                |                  | 1      |
| 1992 Barcelona         | LOH 1992 | nebyl                        |               | 1                |                  | 1      |
| 1996 Atlanta           | LOH 1996 | Juan Giha                    |               |                  |                  | 0      |
| 2000 Sydney            | LOH 2000 | Rosa García                  |               |                  |                  | 0      |
| 2004 Athény            | LOH 2004 | Francisco Boza               |               |                  |                  | 0      |
| 2008 Peking            | LOH 2008 | Sixto Barrera                |               |                  |                  | 0      |
| 2012 Londýn            | LOH 2012 | Gladys Tejeda                |               |                  |                  | 0      |
| 2016 Rio de Janeiro    | LOH 2016 | Francisco Boza               |               |                  |                  | 0      |
| 2020 Tokio             | LOH 2020 | Daniella Rosas Lucca Mesinas |               |                  |                  | 0      |
| 2024 Paříž             | LOH 2024 |                              |               |                  |                  | x      |
| Celkem                 | 21       |                              | 1             | 3                | 0                | 4      |
| Zdroj na Olympedia.org |          |                              |               |                  |                  |        |